# Otto Beck (Politiker)

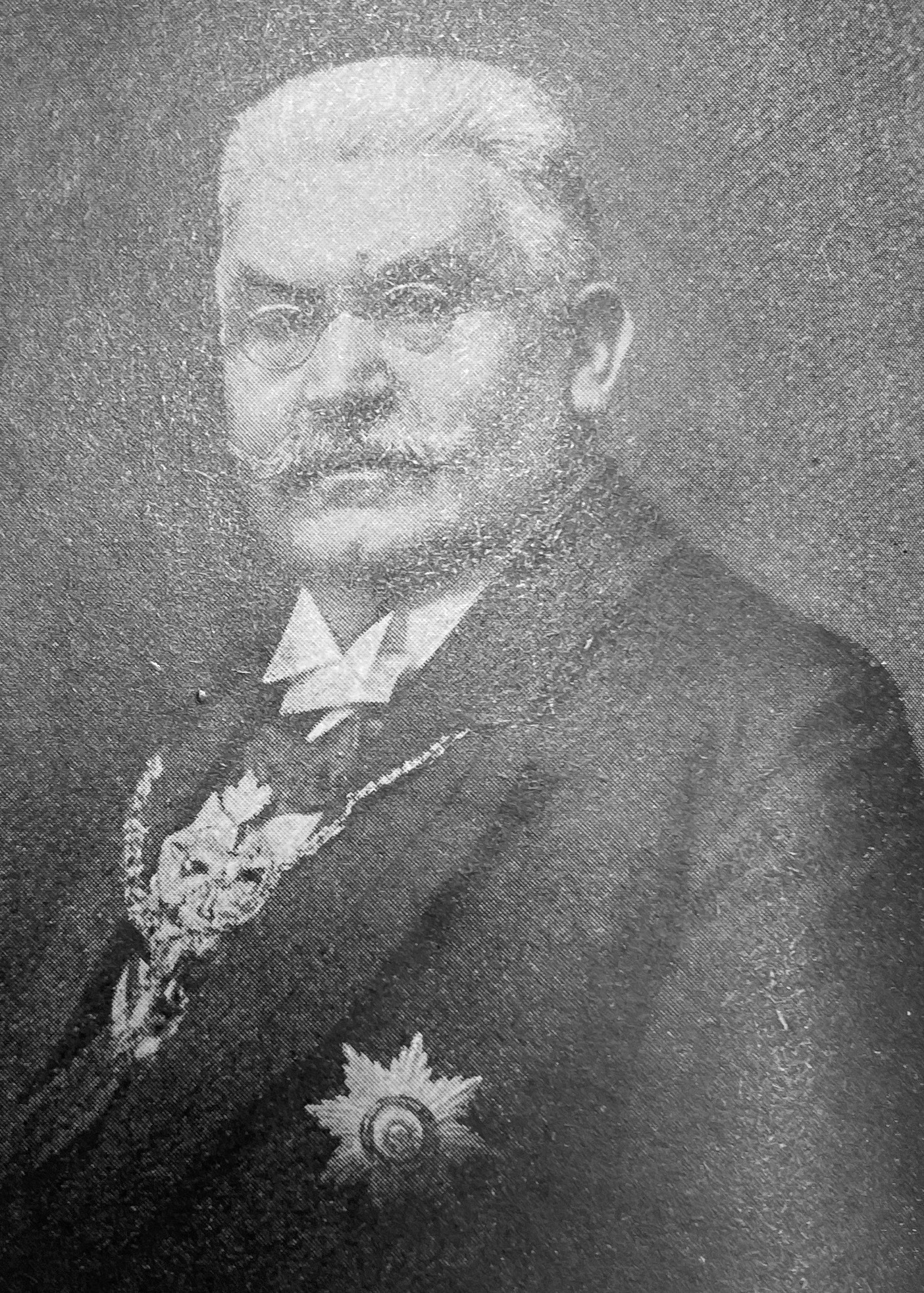
Otto Beck, fotografiert von Hubert Lill

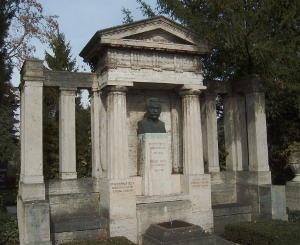
Ehrengrab von Otto Beck

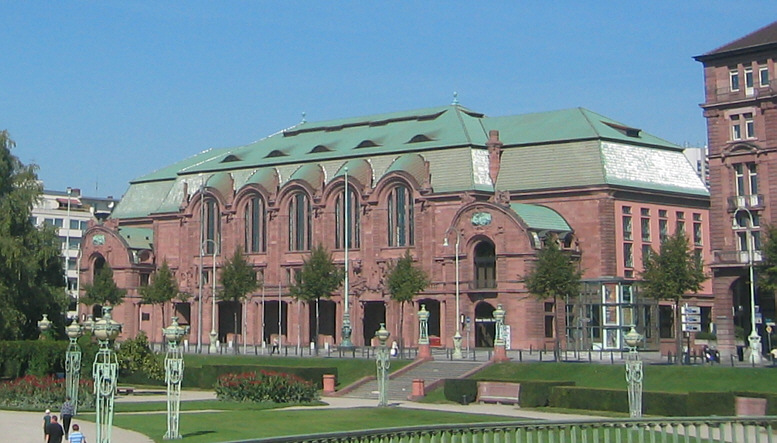
Der 1903 erbaute Rosengarten

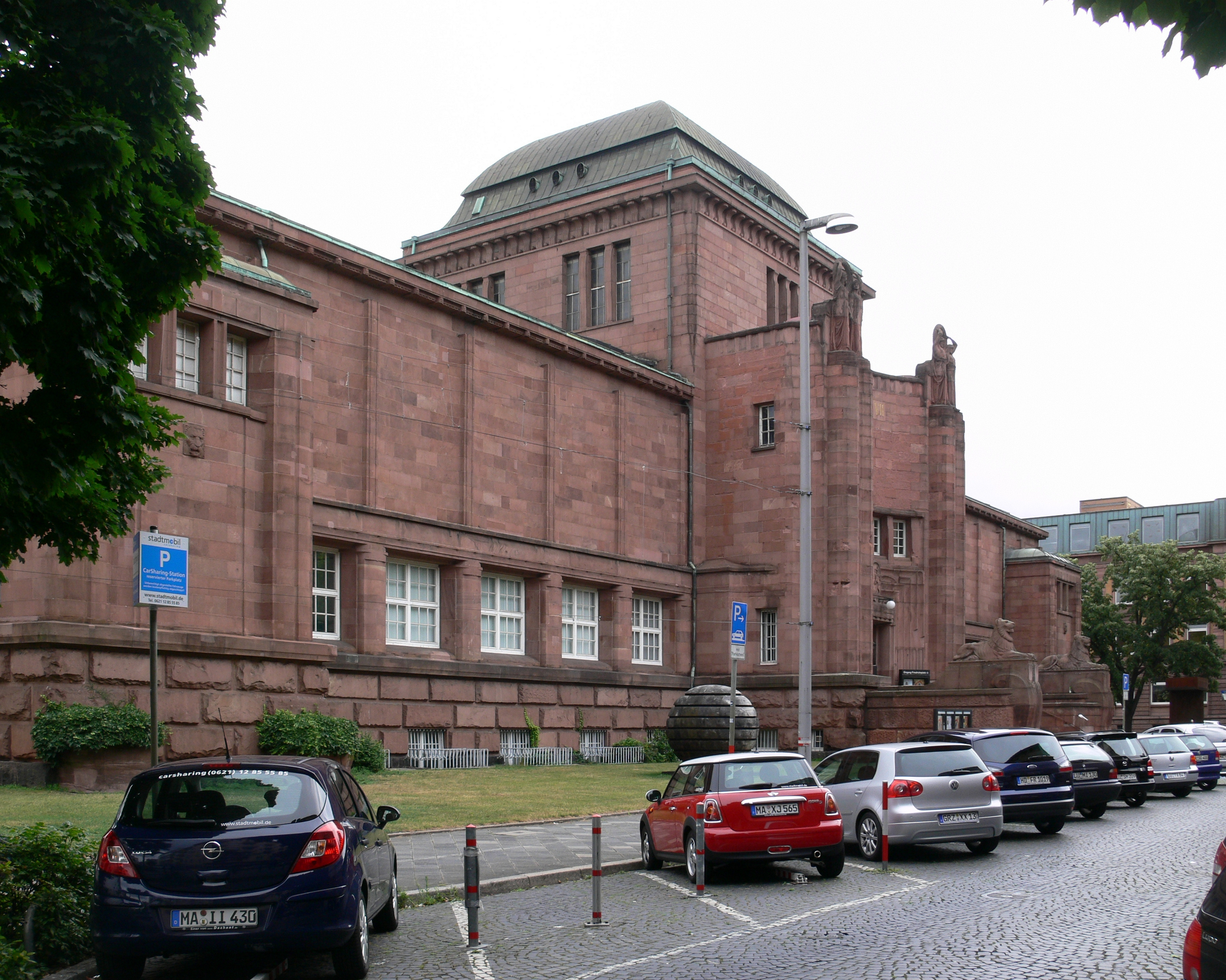
Kunsthalle, 1907 errichtet

Otto Beck (* 19. Mai 1846 in Krautheim; † 30. März 1908 in Mannheim) war ein deutscher Politiker. Von 1891 bis 1908 war er Oberbürgermeister von Mannheim. 

## Leben
Beck besuchte das Gymnasium in Tauberbischofsheim und Konstanz und studierte Rechtswissenschaften an der Heidelberger Universität. 1871 ging er in den badischen Staatsdienst, durchlief mehrere Bezirksämter und wurde bereits 1879 Oberamtmann. 1891 wurde er zum Oberbürgermeister von Mannheim gewählt und blieb es bis zu seinem Tod in 1908.
Becks Amtszeit als Mannheimer Stadtoberhaupt war geprägt von einer außergewöhnlich prosperierenden Entwicklung der Stadt. Die Einwohnerzahl stieg von 80.000 auf 177.000. Das Personal der Stadtverwaltung wurde verfünffacht und eine Vielzahl von Infrastrukturmaßnahmen durchgeführt. Die Straßenbahn wurde elektrifiziert, eine Reihe von Stadtteilen erhielt eine Kanalisation und bis 1907 wurde der Industriehafen gebaut. Im selben Jahr wurde auch die Handelshochschule gegründet. Beck förderte Joseph Anton Sickinger, der das sogenannte Mannheimer Schulsystem entwickelte, und ermöglichte den Bau von zahlreichen Schulen.
Zu den Höhepunkten von Becks Amtszeit zählen der Bau des Rosengartens, mit dem damals größten Versammlungssaal im Deutschen Reich, und die Feier des 300-jährigen Stadtjubiläums 1907. Die dabei durchgeführte „Internationale Kunst- und Gartenbauausstellung“ konnte viereinhalb Millionen Gäste begrüßen und war die Geburtsstunde der Kunsthalle.
Sein Sohn Karl Beck wurde Mediziner in Heidelberg.

## Ehrungen
Die Universität Heidelberg verlieh Beck die Ehrendoktorwürde. Die Stadt Mannheim benannte noch zu seinen Lebzeiten eine Straße nach ihm und pflegt sein Grab als Ehrengrab.